# 白うかり

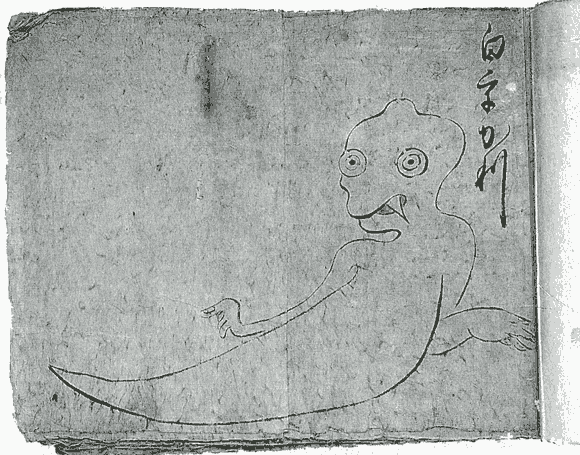
『ばけ物つくし帖』で描かれている妖怪「白うかり」

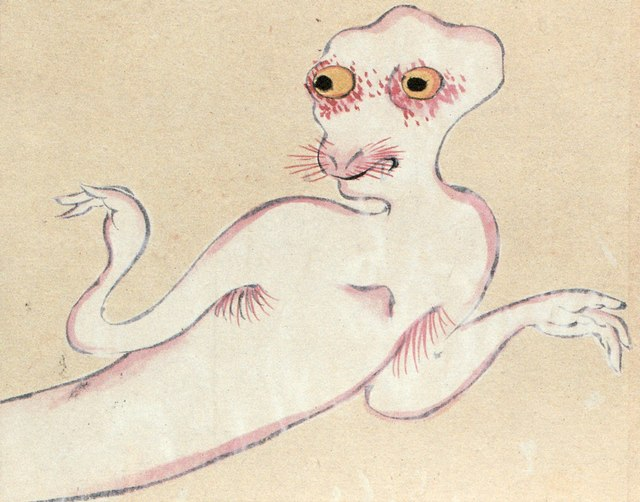
尾田郷澄『百鬼夜行絵巻』で描かれている「白うかり」

白うかり（しろうかり）は、日本の妖怪絵巻に描かれている妖怪。

## 概要
白くて細長い胴体をした姿で描かれている。江戸時代に描かれた絵巻物のひとつである尾田郷澄『百鬼夜行絵巻』をはじめ、おなじく江戸時代に描かれた絵巻物『百物語化絵絵巻』（1780年）や『ばけ物つくし帖』などに描かれているのが確認されている。
絵巻物に描かれている姿は下半身が非常に長く延びた状態で描かれているが、郷澄によるものは先端がぼかすように切れて描かれており、どのようになっているのかよくわからなかったが、『百物語化絵絵巻』や『ばけ物つくし帖』では郷澄の描写とは異なり、全身が画面内に描かれており、見てとることが出来る。2000年代に資料が公表・確認されることを通じて、類型からの検証が進んだ例のひとつである。
どのようなことをする妖怪であるのかは絵巻物にも示されていないため詳細は不明である。